# Ramiriquí
Ramiriquí est une municipalité située dans le département de Boyacá, en Colombie.

## Personnalités liées à la municipalité
- José Ignacio de Márquez (1793-1880) : président de la république né à Ramiriquí.
- José Patrocinio Jiménez (1952-) : cycliste né à Ramiriquí.
- Mauricio Soler (1983-) : cycliste né à Ramiriquí.